# Каравелово (Шуменская область)
Каравелово (болг. Каравелово) — село в Болгарии. Находится в Шуменской области, входит в общину Никола-Козлево. Население составляет 372 человека.

## Политическая ситуация
В местном кметстве Каравелово, в состав которого входит Каравелово, должность кмета (старосты) исполняет Шинаси Иса Назиф (КОАЛИЦИЯ ЗА НИКОЛА КОЗЛЕВО,БЪЛГАРСКА СОЦИАЛИСТИЧЕСКА ПАРТИЯ) по результатам выборов правления кметства.
Кмет (мэр) общины Никола-Козлево — Турхан Фахредин Каракаш Движение за права и свободы (ДПС)) по результатам выборов в правление общины.